# C Jamm
Ryu Sung-min (em coreano: 류성민; nascido em 28 de fevereiro de 1993) mais conhecido pelo seu nome artístico C Jamm (em coreano: 씨잼), é um rapper sul-coreano. Ele lançou seu álbum de estreia "Good Boy Doing Bad Things" em 17 de julho de 2015. Ele é o vice-campeão do "Show Me the Money 5" e o vencendor foi BewhY, seu amigo de infância.

## Discografia

### Álbuns de estúdio
| Título                    | Detalhes do álbum | Posição nas paradas | Vendas |
| Título                    | Detalhes do álbum | KOR                 | Vendas |
| ------------------------- | --- | ------------------- | ------ |
| Good Boy Doing Bad Things | - Lançado Em: 17 De Julho, 2015 - Rótulo: Apenas Música, a LOEN Entertainment - Formatos: CD, download digital Track listing 1. Upgrade feat. DJ SQ 2. Watch feat. Dok2, BewhY & Konsoul 3. Guerrillaz 4. S**t (쩔) feat. BewhY 5. Just Music (걍 음악이다) 6. This Feeling 7. Good Night 8. 2014.12.28 9. This Too (역시는 역시) 10. Good Morning 11. Rental Car (렌트카) feat. Car, The Garden 12. Don't Let Me feat. Lim Seul-ong 13. Home Alone (케빈) feat. Lazy Bones 14. Just Music Remix (걍 음악이다) feat. Vasco, Genius Nochang & BewhY | —                   | —      |

### Álbuns de colaboração
| Título        | Detalhes do álbum |
| ------------- | --- |
| Ripple Effect | - Lançado em: 13 de junho de 2014 - Gravadora: Just Music, LOEN Entertainment - Formatos: digital download Track listing 1. Welcome Genius Nochang 2. Hand Over (인수인계) with Giriboy, Swings & Vasco 3. More (더) with Swings, Giriboy, Vasco & Genius Nochang 4. Just with Genius Nochang, Swings & Vasco 5. Go Straight (난 앞으로만) with Swings, Giriboy & Vasco 6. Rumour (소문) with Genius Nochang, Swings, Giriboy & Vasco 7. Crowd with Swings 8. Still Not Over II with Genius Nochang, Swings & Giriboy 9. Ripple Effect (파급효과) with Swings & Vasco 10. Rain Showers Remix with Genius Nochang, Swings, & Giriboy 11. Still Genius Nochang & Swings 12. Outro (다음에또봐요) Genius Nochang 13. Jungle with Genius Nochang, Swings & Vasco 14. Hongkiyoung #2 Genius Nochang, Swings & Giriboy       |
| We Effect     | - Lançado em: 30 de abril de 2017 - Gravadora: Just Music, LOEN Entertainment - Formatos digital download Track listing 1. Too Real with Goretexx, Giriboy, Black Nut, Nochang & Swings 2. The Cartel with Goretexx, Black Nut, Bill Stax, Nochang & Swings 3. Umm Umm (음음) Goretexx, Giriboy, Black Nut, Bill Stax, Nochang & Swings 4. Rolex Goretexx, Black Nut & Bill Stax 5. Carnival Gang (카니발갱) with Goretexx, Giriboy, Black Nut, Bill Stax, Nochang & Swings 6. Money Counting Fingers (엄지검지) Goretexx, Giriboy, Black Nut, Nochang & Swings 7. Fo Sho with Goretexx, Black Nut & Swings 8. Silky Bois (실키보이즈) Goretexx, Black Nut & Han Yo-han 9. Spoil You (필요이상) Giriboy, Black Nut, Nochang, Han Yo-han & Swings 10. Sushi [JM Remix] Goretexx, Giriboy, Black Nut, Bill Stax & Swings |

### Mixtapes
| Título        | Detalhes do álbum |
| ------------- | --- |
| What The Nice | - Lançado Em: Novembro 16, 2012 - Formatos: digital download Track listing 1. Yellow Double M 2. We The $.$T feat. BewhY & Keebo 3. The Beginning feat. Keebo 4. Supa Rookie 5. Yellow Monster feat. BewhY & Keebo 6. Tough Dog In The Building (쎈캐 인 다 빌딘) 7. Rainny feat. BewhY & Lazy Bones 8. What The Nice feat. J-Zo 9. The Beginning Remix feat. Keebo & J-Zo 10. Time 2 Shine feat. Keebo |
| Go So Yello   | - Lançamento: 14 De Novembro, 2013 - Rótulo: Apenas Música - Formatos: digital download Track listing 1. C 2. A-Yo 3. Young & Hottest feat. Olltii & Jay Moon 4. Bumblebee 5. Yello Card feat. Keebo & BewhY 6. Different 7. Real Recognize Real feat. Lazy Bones 8. Ceremony feat. Keebo 9. Zero Manners (품행제로) feat. Ugly Duck 10. Believe (믿어) 11. Make You Proud feat. Boi B 12. Bruce Lee    |

### Singles
| Título                                                                   | Ano                    | Posição nas paradas    | Álbum                     |                        |
| Título                                                                   | Ano                    | KOR                    | Álbum                     |                        |
| Como artista principal                                                   | Como artista principal | Como artista principal | Como artista principal    | Como artista principal |
| ------------------------------------------------------------------------ | ---------------------- | ---------------------- | ------------------------- | ---------------------- |
| "A Yo"                                                                   | 2013                   | —                      | Go So Yello               |                        |
| "Young & Hottest" feat. Olltii & Jay Moon                                | 2013                   | —                      | Go So Yello               |                        |
| "Yello Card" feat. Keebo & BewhY                                         | 2013                   | —                      | Go So Yello               |                        |
| "Good Day" feat. Swings                                                  | 2014                   | —                      | Show Me the Money 3       |                        |
| "Shit"                                                                   | 2014                   | —                      | Show Me the Money 3       |                        |
| "Good Night"                                                             | 2014                   | —                      | Good Boy Doing Bad Things |                        |
| "Just Music Remix" (걍 음악이다) feat. Vasco, Genius Nochang & BewhY     | 2015                   | —                      | Good Boy Doing Bad Things |                        |
| "Illusion" (신기루)                                                      | 2015                   | —                      | Non-album singles         |                        |
| "Pr0ve"                                                                  | 2016                   | —                      | Non-album singles         |                        |
| "Beautiful" (아름다워) feat. Zico                                        | 2016                   | 8                      | Show Me the Money 5       |                        |
| "MM"                                                                     | 2016                   | 92                     | Show Me the Money 5       |                        |
| "Let It Be" (재방송) feat. Crush                                         | 2016                   | 51                     | Show Me the Money 5       |                        |
| Colaborações                                                             |                        |                        |                           |                        |
| "Rain Showers" with Swings & Giriboy                                     | 2014                   | —                      | Ripple Effect             |                        |
| "Go Straight" (난 앞으로만) with Swings, Giriboy, Vasco & Genius Nochang | 2014                   | —                      | Ripple Effect             |                        |
| "Just" with Swings, Giriboy & Vasco                                      | 2014                   | —                      | Ripple Effect             |                        |
| "More" (더) with Genius Nochang, Swings & Vasco                          | 2014                   | —                      | Ripple Effect             |                        |
| "Royal Roader" (로열로더) with Vasco                                     | 2015                   | —                      | Non-album singles         |                        |
| "Wassup" with Doplamingo                                                 | 2015                   | —                      | Non-album singles         |                        |
| "Freezing" (얼어) with Bill Stax, BewhY, Konsoul & Scary'P               | 2015                   | —                      | Non-album singles         |                        |
| "Indigo Child" with Bill Stax, Black Nut & Genius Nochang                | 2016                   | —                      | Non-album singles         |                        |
| "$insa" (신사) with Reddy & Xitsuh feat. Zion.T                          | 2016                   | 4                      | Show Me the Money 5       |                        |
| "Wanted" with Reddy                                                      | 2016                   | 13                     | Show Me the Money 5       |                        |
| "Puzzle" with BewhY                                                      | 2016                   | 3                      | Non-album singles         |                        |
| "Like Me" with A$AP TyY & BewhY                                          | 2017                   | —                      | Non-album singles         |                        |
| "Killa Dreads" with Skull                                                | 2017                   | —                      | Non-album singles         |                        |
| Como artista em destaque                                                 |                        |                        |                           |                        |
| "42371" Code Kunst feat. C Jamm                                          | 2013                   | —                      | Non-album singles         |                        |
| "Top" (팽이) Innovator feat. C Jamm                                      | 2014                   | —                      | Non-album singles         |                        |
| "Unity" (화합) Don Mills feat. C Jamm & Okasian                          | 2015                   | —                      | Non-album singles         |                        |
| "Golden Cow" Code Kunst feat. C Jamm & DJ SQ                             | 2015                   | —                      | Non-album singles         |                        |
| "—" denotes releases that did not chart.                                 |                        |                        |                           |                        |

## Prêmios e indicações

### Mnet Asian Music Awards
| Ano  | Categoria            | Trabalho              | Resultado |
| ---- | -------------------- | --------------------- | --------- |
| 2016 | Best Rap Performance | "Puzzle" (with BewhY) | Venceu    |